# Herbert Schäfer (Schauspieler)
Herbert Schäfer (* 12. Dezember 1968 in Bonn) ist ein deutscher Schauspieler.

## Leben

### Ausbildung
Schäfer wuchs in seiner Geburtsstadt Bonn auf. Während der Schulzeit war er Mitglied der Theater-AG und wirkte auch bei Theaterprojekten der VHS Bonn mit. Nach dem Abitur am Beethoven-Gymnasium in Bonn leistete Schäfer 20 Monate Zivildienst bei der Johanniter-Unfall-Hilfe. Er wurde danach von 1990 bis 1994 an der Otto-Falckenberg-Schule unter deren Direktor Jörg Hube zum Schauspieler ausgebildet.

### Theater
Noch vor Abschluss seines Studiums erhielt er 1993 ein Engagement an den Münchener Kammerspielen; dort spielte er unter der Regie von Christian Stückl den Kent in dem Drama Edward II von Christopher Marlowe. Sein erstes Festengagement hatte er ab 1994 am Theater Ulm, wo er bis 1997 zum Ensemble gehörte. In den Jahren 1999 bis 2001 war er dort als Gast engagiert. Er spielte in Ulm unter anderem den Valentin in Faust I (1994, Regie: Ansgar Haag), den Prinzen von Guastalla in Emilia Galotti (1995), den Staatssekretär Antonio in Torquato Tasso (1995), den Ruprecht in Der zerbrochne Krug (1996, Regie: Jens Pesel), den Franz Moor in Die Räuber (1997), die Titelrolle in Hamlet (2001, Regie: Frido Solter) und den Mackie Messer in Brecht/Weills Die Dreigroschenoper (2001), wieder unter der Regie von Ansgar Haag.
Er gastierte 1998 bei den Bad Hersfelder Festspielen in dem Theaterstück Kapitän Kap Verde von Voltaire; für seine Darstellung der Rolle des Grafen des Aprets erhielt er den Publikumspreis der Bad Hersfelder Festspiele. Weitere Gastspiele absolvierte er 1998 am Staatstheater Schwerin, wo er den Zeitungsredakteur Hovstad in dem Schauspiel Ein Volksfeind verkörperte. Am Teamtheater München spielte er 2000 die Titelrolle des Königs Ödipus in König Ödipus. Bei den Freilichtspielen Schwäbisch Hall verkörperte er 2000 den Edgar in König Lear, wieder unter der Regie von Frido Solter.
Ab 2002 war er am Theater Freiburg engagiert. Dort trat er als Oberon in Ein Sommernachtstraum (2002, Regie: Amélie Niermeyer), in der Titelrolle des Historiendramas Richard III. (2002, Regie: Gabriele Köstler), als Crusius in Fegefeuer in Ingolstadt (2003), als Richter Brack in Hedda Gabler (2004), als Hofmarschall von Kalb in Kabale und Liebe (2005), als Shu Fu in Der gute Mensch von Sezuan (2006) und von 2005 bis 2007 als Kulygin in Drei Schwestern, erneut unter der Regie von Amélie Niermeyer, auf.
Weitere Engagements hatte er am Düsseldorfer Schauspielhaus (2006, Gastspiel als Kulygin in Drei Schwestern; 2007, als Biwoy in Libussa von Franz Grillparzer), am Bayerischen Staatsschauspiel (2009, als Anstaltsarzt Tinker in Gesäubert von Sarah Kane) und am Schauspielhaus Zürich (2010, als Ritter in der Goldenen Rüstung in Unter hohem Himmel–Parzival von Kathrin Lange). 2010 gastierte Schäfer am Stadttheater Fürth, wo den Kriegsjournalisten Pierre Peters in dem Stück Das Interview von Theodor Holman/Theo van Gogh (nach van Goghs Film Das Interview) spielte.
Ab Dezember 2012 trat Schäfer drei Monate in insg. 87 Aufführungen in Deutschland, Österreich und in der Schweiz in einer Tourneeproduktion des Tourneetheaters Kempf in dem Theaterstück The King’s Speech (nach dem gleichnamigen, Oscar-prämierten Film) auf. Er verkörperte darin David, Prince of Wales, den Bruder des stotternden Königs Georg VI.; sein Partner als König war Götz Otto. Von Herbst 2013 bis November 2013 spielte Schäfer diese Rolle bei weiteren 46 Vorstellungen in der Komödie im Bayerischen Hof in München. In weiteren 23 Vorstellungen war er mit diesem Stück 2016 wieder auf Tournee, diesmal in der Rolle des stotternden Königs „Bertie“.
In der Spielzeit 2016/17 debütierte er am Mainfranken Theater Würzburg in Ich Zarah oder das wilde Fleisch der letzten Diva. In der Spielzeit 2017/18 war Schäfer wieder als Gast am Mainfranken Theater Würzburg engagiert. Er spielte dort den Malvolio in Was ihr wollt.

### Film und Fernsehen
Im Tatort: Die letzte Wiesn (Erstausstrahlung: September 2015) hatte er eine Nebenrolle als Dr. Schosser, ein Ministerialbeamter aus dem Innenministerium. Episodenrollen hatte er u. a. in den Fernsehserien Die Rosenheim-Cops (2014; als tatverdächtiger Ehemann Wolfgang Brandl), SOKO München (2017; erneut als tatverdächtiger Ehemann) und Hubert und Staller (2017; als Vater eines tatverdächtigen Jungen). Im Münchner Tatort: Wir kriegen euch alle (Erstausstrahlung: Dezember 2018) spielte er einen pädophilen Familienvater.
In der 18. Staffel der ZDF-Serie Die Rosenheim-Cops (2019) übernahm Schäfer eine der Episodenhauptrollen als Cousin einer ermordeten Zauberkünstlerin, der als habgieriger Täter überführt wird. 2019 war er in zwei Folgen der ARD-Serie Lindenstraße als Therapeut des hebephilen Konstantin Landmann zu sehen. In der 18. Staffel der Fernsehserie Rote Rosen (2020–2021) übernahm er als Andreas Schröder, Vertriebsleiter einer Hotelwäsche-Firma mit Doppelleben, eine der drei Staffelhauptrollen.

### Arbeiten als Sprecher
Schäfer arbeitet ebenfalls als Sprecher fürs Fernsehen, Radiostationen und Hörbuchverlage. Ebenfalls wirkt er als Synchronsprecher in einigen Computerspielen mit; er leiht beispielsweise dem Commander Shepard aus dem Action-Computer-Rollenspiel Mass Effect seine Stimme und dem Helden Geralt von Riva in einer von zwei deutschen Versionen des Rollenspiels The Witcher. Außerdem unterhält er einen YouTube-Kanal mit spirituell-esoterischen Werken.

### Privates
Schäfer ist verheiratet und lebt in Augsburg und München.

## Hörbücher (Auswahl)
- 2005: Ein Pferd namens Milchmann von Hilke Rosenboom, Hörbuch Hamburg/Silberfisch
- 2007: Undercover von Patricia Cornwell, Hoffmann & Campe Verlag
- 2007: Der Halbmarathon-Mann von Rolf Bläsing, Steinbach sprechende Bücher
- 2010: Der Knochenleser von Bill Bass, Audiomedia München
- 2013: Am Freitag schwarz – Black Fridays von Michael Sears, Audiomedia München
- 2014: Das Kapital von Thomas Piketty, Hörverlag München
- 2015: Schwarzer Mann von Daniel Holbe, Audiomedia München
- 2016: Eisiges Runengrab von Robert J. Mrazek, Audiomedia München
- 2018: Die Verlorene von Michael Connelly, Audiomedia München
- 2018: Der Ernährungskompass von Bas Kast, Der Hörverlag (DE: Platin (Audio Books-Award))[5]
- 2019: Offline von Arno Strobel, Saga Egmont
- 2021: Das Lemming-Projekt von Wolfgang Kaes, USM Audio
- 2021: Windstärke 13 von Harald Wieczorek, EDITION digital
- 2021: Die Wahrheit der Dinge von Markus Thiele, Steinbach sprechende Bücher, ISBN 978-3-86974-600-5
- 2022: Die sieben Schalen des Zorns von Markus Thiele, Saga-Egmont, ISBN 978-87-28-15463-2

## Filmografie
- 1996: Dann eben mit Gewalt (Regie: Rainer Kaufmann)
- 1998: Unter uns (Episodenrolle)
- 1998, 2006, 2019–2020: Lindenstraße (5 Folgen)
- 1999: Männer aus zweiter Hand (Fernsehfilm)
- 1999: Die Todesgrippe von Köln (Fernsehfilm)
- 2000: Meine Mutter, meine Rivalin (Fernsehfilm)
- 2000: Der Schnapper: Ein Toter kehrt zurück
- 2000: Anna Wunder (Kinofilm)
- 2005: Zeppelin!
- 2005: Die Wache – Kriegserklärung
- 2006: Pik & Amadeus – Freunde wider Willen
- 2007: Ich bin eine Insel (Fernsehfilm)
- 2007: Der Staatsanwalt – Freier Fall
- 2008: Crash (Kurzfilm)
- 2008: Die Dinge zwischen uns (Kinofilm)
- 2009: Hungerwinter – Überleben nach dem Krieg (Erzähler)
- 2010: Scheidung für Fortgeschrittene (Fernsehfilm)
- 2010: Eines Tages… (Kinofilm)
- 2012: Abseitsfalle (Fernsehfilm)
- 2014: Die Rosenheim-Cops – Ritters letzte Fahrt (Fernsehserie)
- 2015: Tatort: Die letzte Wiesn (Fernsehreihe)
- 2016: Frau Pfarrer & Herr Priester (Fernsehfilm)
- 2017: SOKO München – Gutes Karma, schlechtes Karma (Fernsehserie)
- 2017: Hubert und Staller – Rosenkrieg (Fernsehserie)
- 2018: Der Lehrer – Meinste so'n Tumor fragt erstmal nach'm Perso?  (Fernsehserie)
- 2018: Die Chefin – Ikarus (Fernsehserie)
- 2018: Tatort: Wir kriegen euch alle (Fernsehreihe)
- 2019: Die Rosenheim-Cops – Ein Fall von Zauberei (Fernsehserie)
- 2020–2021: Rote Rosen (Fernsehserie)
- 2021: Der Alte – Verspottung (Fernsehserie)
- 2023: Die Rosenheim-Cops – Jeder Sturz ein Treffer (Fernsehserie)
- 2024: Watzmann ermittelt – Sommerschnee (Fernsehserie)